# Batalha de Edgecote Moor
A Batalha de Edgcote Moor (também conhecida como Batalha de Banbury ou Batalha de Danes Moor) ocorreu em 24 de julho de 1469, durante a Guerra das Rosas. Foi travada entre um exército real, comandado por William Herbert, 1º Conde de Pembroke (falecido em 1469) e por Humphrey Stafford, 1.º Conde de Devon, e uma força rebelde liderada por partidários do conde de Warwick.
A batalha ocorreu 6 milhas (9,7 km) a nordeste de Banbury em Oxfordshire; resultou em uma vitória rebelde que temporariamente entregou o poder ao Conde de Warwick. Em setembro, porém, Eduardo IV da Inglaterra estava de volta ao controle, e Warwick se viu em uma situação semelhante à anterior à batalha, levando-o a planejar uma segunda rebelião. Depois de Edgcote não havia como voltar atrás. Edward não podia mais confiar nele totalmente e ele estava inexoravelmente se movendo para se tornar um Lancaster.
Edgcote tem a reputação de ser uma das batalhas menos bem documentadas do período, embora numerosos registros e crônicas contemporâneos ou quase contemporâneos se refiram a ela. Os detalhes nas contas divergem em termos de números, líderes, baixas e o curso da luta, mas nem todas essas "divergências" são contraditórias. As pesadas baixas sofridas pelas forças galesas de Pembroke o tornaram um tema popular para os poetas galeses.